# West End, Vancouver
West End är en stadsdel i Vancouver i Kanada.   Antalet invånare är 44 560.